# Stvolínky (zámek)
Zámek Stvolínky byl postaven v 17. století na místě tvrze v obci Stvolínky ležící v okrese Česká Lípa v Libereckém kraji, zhruba 10 km jihozápadně od okresního města. Veřejnosti není trvale přístupný, z iniciativy obce a občanského sdružení Zámek Stvolínky se příležitostně otevírá při různých kulturních akcích nebo ve vybraných dnech během prázdnin. Raně barokní zámek je chráněn jako kulturní památka.

## Historie

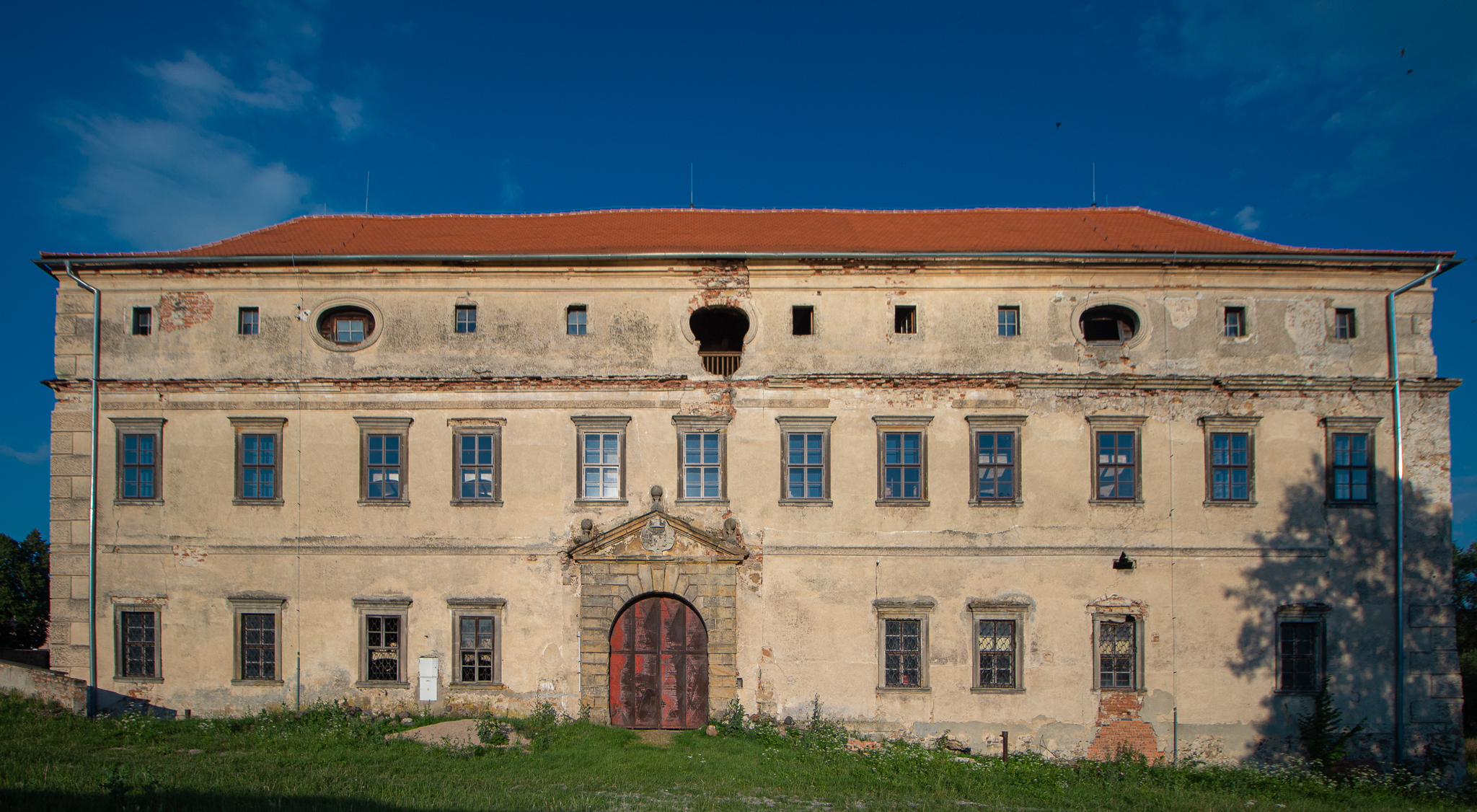
Pohled na průčelí zámku

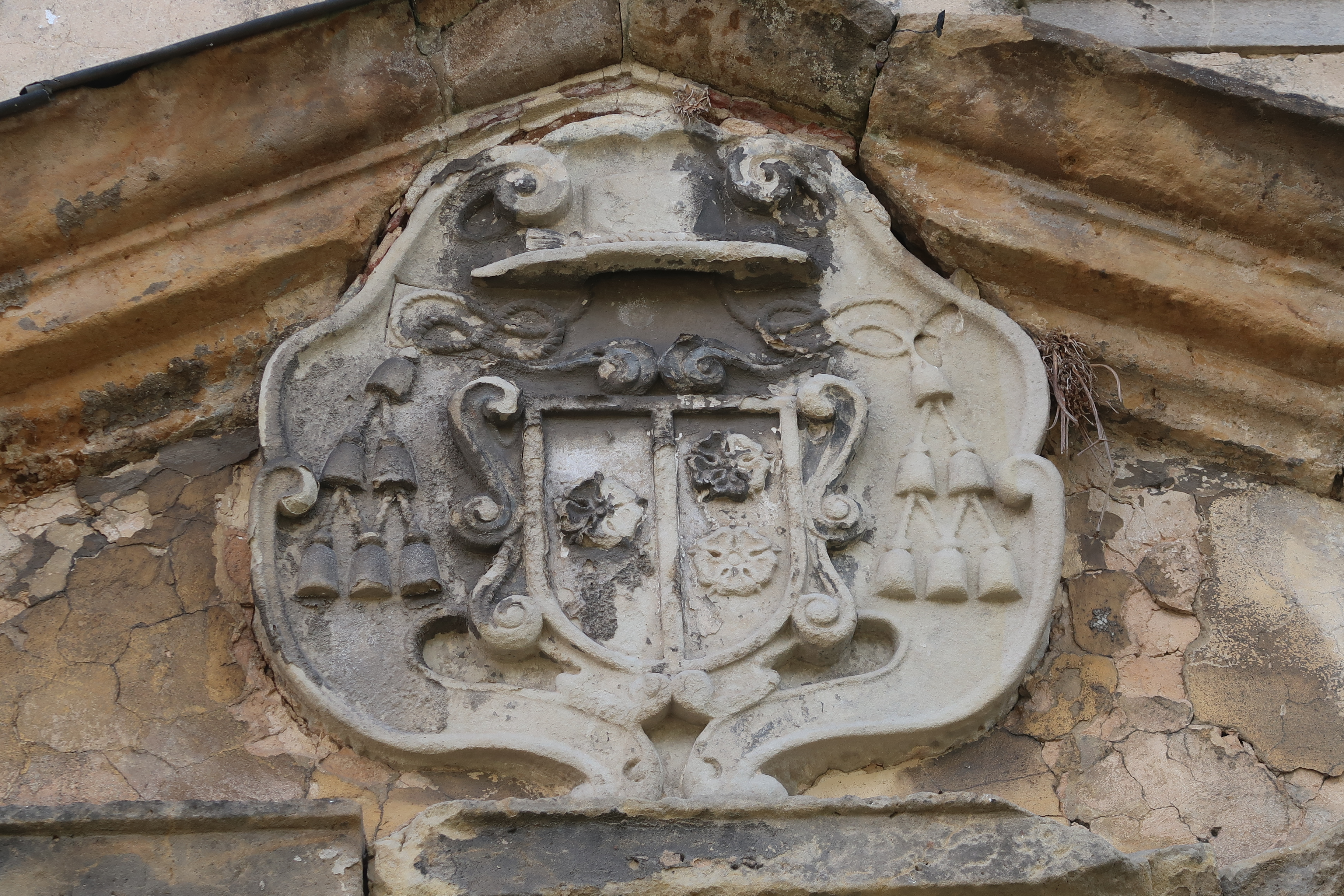
Erb litoměřického biskupa Maxmiliána Rudolfa ze Šlejnic nad hlavním vstupem do zámku

### Založení
Na místě, kde stojí dnes zámek, stála tvrz s vodním příkopem, poprvé doložená roku 1505, kdy ji nechal zapsat pán na nedalekém Ronově Vilém II. z Illburka své ženě Anežce z Helfenštejna. Anežka nechala tvrz přestavět do renesanční zámecké podoby a pak zde žila. Další z majitelů sídla Jindřich Kurcpach z Trachenburka či roku 1608 Adam Hrzán z Harasova († 1619) zámek rozšířili a upravili. Další vlastníci Stvolínek se zde pak střídali.

### Přestavby
Důležitým pro zámek byl rok 1647, kdy celé panství koupil za 53 000 zlatých kardinál Arnošt Vojtěch Harrach pro připravované biskupství v Litoměřicích. Správou panství byl pověřen litoměřický probošt, později první biskup Maxmilián Rudolf ze Schleinitz. Původní renesanční zámeček nechal v letech 1655 až 1664 v raně barokním stylu přestavět a ten se stal biskupskou letní rezidencí. Dalším uživatelem byl biskup Jaroslav Ignác ze Šternberka, dále vévoda a biskup Mořic Adolf Saský. Ten na zdejší zámek nechal z Litoměřic převést část obrazů. Mezi významné uživatele patřili také litoměřičtí biskupové Emanuel Arnošt z Valdštejna ve 2. pol. 18. stol., za něhož prošel zámek rokokovou adaptací, či Emanuel Jan Křtitel Schöbel závěrem 19. století, kdy zámek fungoval jako seminář.

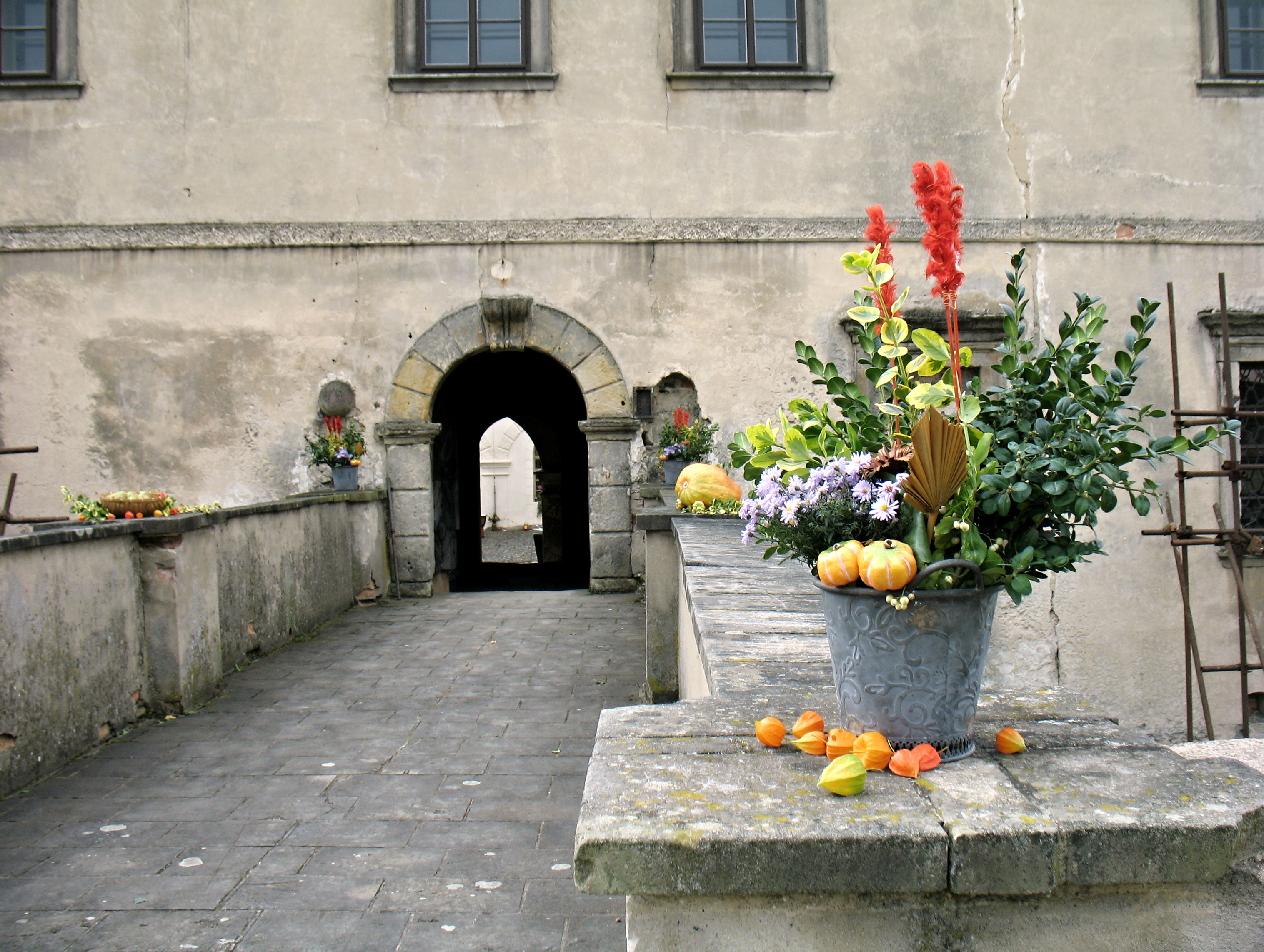
Vstup do zámku v době Zámeckých slavností 2023

### Po roce 1911
Od roku 1911 bylo na zámku letovisko pro děti z litoměřického konventu a část byla pronajímána, (mj. Rudolfem Korbem, který na nedalekém vrchu Dubina založil Boží zahradu) a po roce 1918 si zámek pronajal Karl Stellwag, od roku 1935 senátor za Henleinovu sudetoněmeckou stranu SdP.
Prvním poválečným správcem a současně předsedou MNV se stal Bohuš Urban, zatčený roku 1946.
V roce 1950 (či 1951) byl zámek přidělen Státnímu statku Zahrádky, v přízemí zde měl kovárnu a v sálech prvního patra se sušila sklizeň. Byly zde i byty.

V roce 1970 byl poničený zámek převeden na MNV Stvolínky a od roku 1974 byl ve správě ONV Česká Lípa. Zároveň bylo rozhodnuto, že objekt bude využívat jako svůj depozitář Okresní vlastivědné muzeum v České Lípě (1. patro a většina podkroví) a Okresní archiv Česká Lípa (přízemí) a část prostor bude užívat MNV Stvolínky. V roce 1976 poškodila vichřice střechu, byly problémy s podzemní vodou a dřevomorkou. To vše si vyžádalo velké investice. Žádná z dílčích rekonstrukčních prací nikdy nebyla fakticky dokončena nebo velmi nedbale, což se na stavu zámku negativně podepsalo. Tehdy byly odstraněny také komíny. 

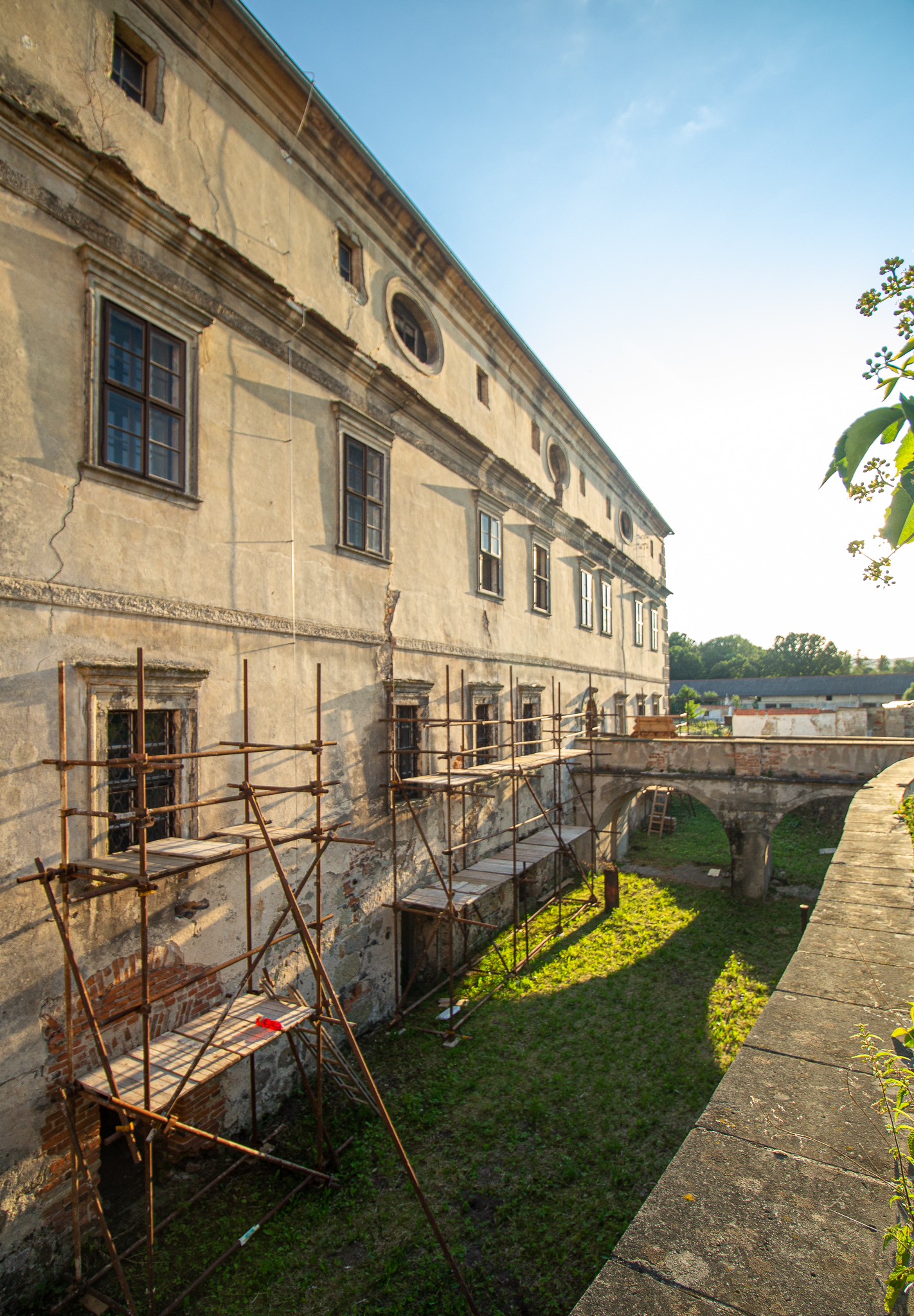
Úpravy exteriéru v roce 2022

Chátrající objekt byl po roce 1990 vyprázdněn. Ve zprávě Okresního archivu za rok 1998 se konstatuje, že zámek se několik let opravuje, v roce 1988 zejména střecha, dřevěné podlahy byly postupně nahrazovány dlažbou. Problémem bylo najít dodavatele oprav. V zámku byly uloženy sbírky a fondy v délce (na regálech) 1100 metrů.
Objekt je ve vlastnictví obce, která jej postupně rekonstruuje. Mezi lety 2013 až 2023 bylo na opravy vynaloženo 23 milionů korun, z toho šest milionů přímo z rozpočtu obce. Zámek se několikrát do roka otevírá pro veřejnost při kulturních akcích.

## Popis areálu
Zámek je čtyřkřídlou dvoupatrovou budovou. V zadní části je k budově situován park a kostel Všech svatých, jsou zde znatelné zbytky příkopu. Přes příkop byl postaven most. Nádvoří je lemováno částečně zasklenými arkádami.

## Dostupnost
U obce se nachází 1 km vzdálená železniční zastávka Stvolínky na trati 087 z Lovosic do České Lípy. Poblíž zámku vede silnice I/15  ze Zahrádek do Kravař a je zde autobusová zastávka, k níž směřuje červeně značená turistická cesta z Úštěka přes Blíževedly a hrad Ronov. Zámek bývá zpřístupněn veřejnosti v době konání kulturních akcí, které zde pořádá obec, jako jsou například místní Zámecké slavnosti.